# هاجيمي تانابي
هاجيمي تانابي (3 فبراير 1885 -29 أبريل 1962) هو فيلسوف في علوم الرياضيات والفيزياء وعضو في الأكاديمية اليابانية للعلوم وحاصل على وسام الثقافة الياباني في عام 1950.
كان تانابي عضوًا أساسيًا في مدرسة كيوتو -التي تبنت الفلسفة الغربية وصاغتها بطريقة تتناسب مع التقاليد الثقافية لشرق آسيا- جنبًا إلى جنب مع الفلاسفة كيتارو نيشيدا وكيجي نيشيتاني الذين لقت أفكارهم رواجًا في الأكاديميات الغربية على عكس أفكار تانابي التي لم تلقى رواجًا واسعًا، تتلمذ تانابي على يد مؤسس مدرسة كيوتو وهو الفيلسوف كيتارو نيشيدا. كان لأعضاء مدرسة كيوتو دورًا نشطًا في النظام العسكري الياباني وتعرض تانابي على وجه الخصوص للتدقيق بسبب أنشطته السياسية.

## حياته
ولد تانابي في الثالث من فبراير عام 1885 في طوكيو لعائلة محبة للتعليم، إذ كان والده مديرًا لأكاديمية كايسي وتأثرت أفكاره الفلسفية والدينية بالفيلسوف الصيني كونفوشيوس. التحق تانابي بجامعة طوكيو لدراسة الرياضيات قبل أن ينتقل لدراسة الأدب والفلسفة. عمل تانابي بعد تخرجه محاضرًا في جامعة توهوكو ودرّس اللغة الإنكليزية في أكاديمية كايسي.
ترجم تانابي كتابًا لعالم الرياضيات والفيزياء الفرنسي هنري بوانكاريه بعنوان (قيمة العلم - La Valeur de la science) في عام 1916، حصل على الدكتوراه في علم الرياضيات من جامعة كيوتو وكانت أطروحته بعنوان (تحقيقات في فلسفة الرياضيات) في عام 1918، ثم ألف كتابًا في عام 1925 يحمل عنوان الأطروحة نفسه.
تسلم تانابي منصب أستاذ مساعد في جامعة كيوتو عام 1919 بدعوة من نيشيدا، أكمل دراسته في ألمانيا في جامعة برلين أولًا ثم في جامعة فرايبورغ في عام 1922 وعام 1923 على التوالي.
أمرت وزارة الداخلية برجوعه إلى اليابان بعد زلزال كانتو الكبير في سبتمبر 1923، لذلك زار تانابي لندن وباريس في الوقت المتبقي له قبل ركوبه السفينة التي ستعيده إلى اليابان عام 1924.
ترجم تانابي مقالة ماكس بلانك بعنوان (النظرة الفيزيائية للعالم) من سلسلة المقالات الفلسفية التي نُشرت في عام 1908 وترجمها تانابي عام 1928، كما ترجم نفس السلسلة للمقالات العديد من الكُتاب مثل برونو باوش وأدولف رايناش وويلهلم ويندلباند وسيغفريد مارك وماكس بلانك وفرانز برينتانو وبول ناتورب ونيكولاي هارتمان وكازيميرز تواردوفسكي وإرنست كاسيرير وهيرمان كوهين وإميل لاسك وفيكتور بروشارد وإرنست ترويلتس وثيودور ليبس وكونراد فيدلر ووينسينتي لوتوسلافسكي وسيرجي روبنشتاين وهيرمان بونيتز وماكس ويبر وإميل دوركهايم ومارتن غرابمان وهاينريش ريكرت وأليكسيوس مينونغ وكارل فون برانتل وويلهلم ديلتاي.
تسلم تانابي منصب إدارة مدرسة كيوتو بعد تقاعد نيشيدا من التدريس عام 1928، انتقد تانابي فلسفة نيشيدا على الرغم من كونهم أصدقاء وأصبحت كتاباته تعارض فلسفة نيشيدا بشكل غير مباشر في جميع أفكاره التي كان يدونها في الكتب والمقالات.
حاول تانابي الحفاظ على حق التعبير الأكاديمي مع نيشيدا والفلاسفة الآخرين خلال التوسع الياباني والحرب، على الرغم من رسائله الموجهة للطلاب والمُبطنة بالمصطلحات التي تستخدمها القوى العسكرية الحاكمة.

## أفكاره
كان تانابي متقبلًا للفلسفة الغربية الإغريقية بطريقة تتلائم مع التقاليد الثقافية لشرق آسيا هو وبقية أعضاء مدرسة كيوتو بعيدًا عن الديانة وهذا ما ميزهم عن غيرهم من الكتاب الشرقيين الذين أدخلوا الديانات في كتاباتهم.